# Обреж (Средище-об-Драві)
Обреж (словен. Obrež) — поселення в общині Средище-об-Драві, Подравський регіон‎, Словенія.